# 特伦托拉-杜琴塔
特伦托拉-杜琴塔（義大利語：Trentola-Ducenta），是意大利卡塞塔省的一个市镇。总面积6平方公里，人口17570人，人口密度2928.3人/平方公里（2009年）。ISTAT代码为061094。